# Slobodan Vuković
Slobodan Vuković (in serbo Слободан Вуковић?; Vrbas, 23 gennaio 1986) è un calciatore serbo, difensore del Sutjeska Bačko Dobro Polje.

## Biografia
È il fratello maggiore di Jagoš Vuković, classe 1988, anch'egli calciatore di ruolo difensore.